# Tour della nazionale maschile di rugby a 15 dell'Australia 2014
Nel novembre 2014 la nazionale australiana si è recata in Francia e Gran Bretagna per disputare i consueti test match autunnali. Guidati dal nuovo C.T. Michael Cheika, i Wallabies hanno raccolto solo una vittoria sconfiggendo il Galles.

## Risultati

### Itest match
| Arbitro: | Craig Joubert |

|                                                 |      |                              |
| 2’ Webb 24’ Cuthbert 40’ A.W. Jones 64’ tecnica | mt   | 14’, 20’ Folau 28’ Kuridrani |
| 2’, 24’ Halfpenny 40’ Biggar 64’ Priestland     | tr   | 14’, 20’, 28’ Foley          |
|                                                 | c.p. | 43’, 56’, 78’ Foley          |
|                                                 | drop | 72’ Foley                    |

| Arbitro: | Nigel Owens |

|                                      |      |                               |
| 6’ Tillous-Borde 28’ Thomas          | mt   | 34’ Ashley-Cooper 75’ Simmons |
| 6’, 28’ Lopez                        | tr   | 34’, 75’ Foley                |
| 16’, 43’, 48’, 62’ Lopez 71’ Kockott | c.p. | 10’, 19’, 39’, 53’ Foley      |

| Arbitro: | Glen Jackson |

|                          |      |                           |
| 11’ Zebo 14’ Bowe        | mt   | 17’, 30’ Phipps 32’ Foley |
| 11’, 14’ Sexton          | tr   | 17’ Foley                 |
| 5’, 40’, 45’, 63’ Sexton | c.p. | 36’, 48’ Foley            |

| Arbitro: | Jérôme Garcès |

|                        |      |                       |
| 28’, 56’ Morgan        | mt   | 44’ Foley 59’ Skelton |
| 29’, 57’ Ford          | tr   | 45’ Foley 60’ Cooper  |
| 6’, 12’, 63’, 76’ Ford | c.p. | 3’ Foley              |

### L'incontro con i Barbarians
| Arbitro: | Jaco Peyper |

|                                                         |      |                                                                             |
| 14’ Halai 26’ Thomson 47’ Saili 73’ Cummins 77’ Boshoff | mt   | 24’ S. Carter 30’ Robinson 46’ Kuridrani 57’ Horne 63’ B. Foley 66’ McMahon |
| 26’, 47’ Slade 73’, 77’ Boshoff                         | tr   | 24’, 30’, 46’ Cooper 63’, 66’ B. Foley                                      |
| 51’ Slade                                               | c.p. |                                                                             |